# Justitiepalatset i Paris

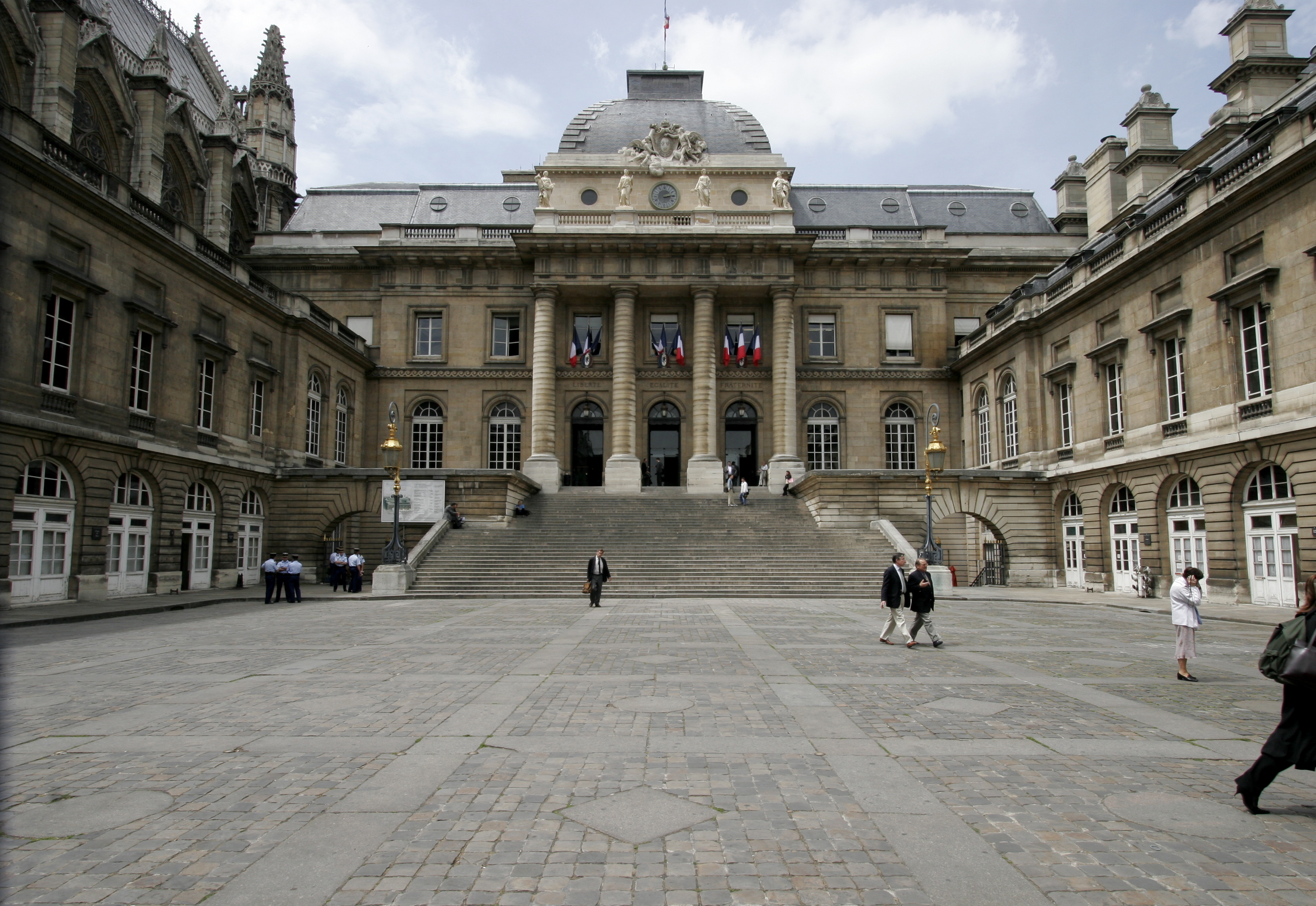
Justitiepalatsets innergård

Justitiepalatset i Paris (franska: Palais de Justice)  ligger på Ile de la Cité i Frankrikes huvudstad Paris. Byggnaden ligger på platsen för det gamla kungliga palatset, som brandhärjades 1776 mellan Conciergeriet och Sainte-Chapelle. Mellan 1783 och 1786 byggdes Palais de Justice på denna plats.
Mellan den 6 april 1793 och den 31 maj 1795 var tribunalen under den franska revolutionen belägen här.
Justitiepalatset är säte för den franska kassationsdomstolen (franska: Cour de cassation) liksom för Paris appellationsdomstol (franska: La cour d'appel de Paris).

## I populärkultur
Justitiepalatset i Paris omtalas i Victor Hugos roman Ringaren i Notre Dame från 1831. 